# Он (Од)
Он (фр. Homps) — коммуна во Франции, находится в регионе Лангедок — Руссильон. Департамент коммуны — Од. Входит в состав кантона Лезиньян-Корбьер. Округ коммуны — Нарбонна.
Код INSEE коммуны — 11172.

## Население
Население коммуны на 2008 год составляло 662 человека.
| 1962 | 1968 | 1975 | 1982 | 1990 | 1999 | 2008 |
| ---- | ---- | ---- | ---- | ---- | ---- | ---- |
| 556  | 604  | 548  | 569  | 611  | 605  | 662  |

## Экономика
Основу экономики составляет виноградарство.
В 2007 году среди 394 человек в трудоспособном возрасте (15—64 лет) 263 были экономически активными, 131 — неактивными (показатель активности — 66,8 %, в 1999 году было 66,0 %). Из 263 активных работали 207 человек (115 мужчин и 92 женщины), безработных было 56 (24 мужчины и 32 женщины). Среди 131 неактивных 34 человека были учениками или студентами, 43 — пенсионерами, 54 были неактивными по другим причинам.

## Достопримечательности
- Романская часовня Сен-Мишель XI века, построенная по заказу больницы св. Иоанна Иерусалимского
- Комтурство рыцарей Мальтийского ордена
- Центр водных видов спорта на озере Жуар